# 기수 (청나라)
애신각라 기수(愛新覺羅 奇授, 아이신줴뤄 치서우, 1660년 1월 3일 ~ 1665년 12월 6일)는 중국 청나라 제3대 황제 순치제(順治帝)의 서자이고 청나라 제4대 황제 강희제(康熙帝)의 이복 동생이다.

## 생애
생후 25개월 때 부황 순치제의 상(喪)을 치렀고 그 또한 5세로 훙서하였다.

## 직계 친척 관계
- 청 태종 숭덕제(할아버지)
- 우뉴(이복 형)
- 유헌친왕(이복 형)
- 강희제(이복 형)
- 영친왕(이복 형)
- 화석공친왕(이복 형)
- 영간(이복 남동생)
- 순정친왕(이복 남동생)